# 四依四不依
四依四不依，又作四依止（梵語 catvāri pratisaranāni），是佛教經論中用來簡別佛陀正法教的判定準則。這四種依止為：
- 依法（dharma），不依人（pudgala）：以教法為依，不依人。
- 依義（artha），不依語（vyañjana）：以義理為依，不依文句。
- 依智（jñāna），不依識（vijñāna）：以真智為依，不依心識。
- 依了義（nītārtha）經，不依不了義（neyārtha）經：依從已清楚闡明其義的了義經句，不依仍有餘義未了，有待解釋闡明的不了義經句。

## 依法不依人
當從他人那裡聽聞，這是佛說、是長老說、是眾僧說時，不應輕信亦不應詆毀，應當先與諸經對照，推定其虛實，依照律、法論究其正確性，這叫作「依法不依人」。可用來檢證教說是否屬於佛教正法的標準，通常是三法印以及四念住。
若是非法，雖聞佛說心不生信。雖非佛說、長老說、眾僧說，是法相者，聞則信受。這是因為以理為依，補特伽羅非所依的緣故。

## 依義不依語
依義者。真實義中無諍、好惡、罪福、虛實，以語言、文字來闡述真實義，令學人得以實證。但是語言、文字非真，真非語言、文字。如人以指指月以示惑者，惑者視指而不視月，人語之言，我以指指月令汝知之，何看指而不視月。此亦如是，語為義指，語非義也，是以故不應依語。
傾聽、用心了知、熟背、思惟如來所說「甚深義理、出世間、與空相應」之經，對於飾詞者所造的美奐綺麗文字不傾聽、用心了知、熟背、思惟。
若善男子善女人。隨文字說者墮在邪見。自身失壞第一義諦。亦壞他人令不覺知。是以故不應依語。

## 依智不依識
依智者，智能籌量分別善惡。識常求樂不入正要，是故言不應依識。
依修行證得真智，非停留於聞思法義，僅於心識了知。

## 依了義經不依不了義經
依從已清楚闡明其義的經句，不依仍有餘義未了，有待解釋闡明的不了義經句。

## 相關經論
《成實論》、《順正理論》、《大般涅槃經》、 
《大方等大集經·無盡意菩薩品》、《大寶積經·菩薩藏會·般若波羅蜜多品》、
《大智度論》、 
《菩薩善戒經》、 
《瑜伽師地論》、
《顯揚聖教論》、 
《禪法要解》、
《注維摩詰經》、《攝大乘講疏》、《維摩義記》、《自在王菩薩經》、《法界次第初門》、《大方廣佛華嚴經隨疏演義鈔》。